# Karl Christian Schweickart
Karl Christian Schweickart (auch Schweikart, Schweickert oder Schweikert) (* 9. Juli 1769 in Reichelsheim; † 1. November 1839 in Darmstadt) war ein hessischer Gutsbesitzer und Politiker und Abgeordneter der 2. Kammer der Landstände des Großherzogtums Hessen.
Karl Christian Schweickart war der Sohn des Hofrates Georg Ludwig Schweickart und dessen Ehefrau Carolina Elisabetha Magdalena, geborene Kröber. Schweickart, der evangelischen Glaubens war, heiratete Elisabethe geborene Heilmann.
Er wurde Justizamtmann in Michelstadt und 1822 der 3. Rat in der Gesamtjustizkanzlei Michelstadt. 1825 wurde er Rat beim Hofgericht Darmstadt und trat 1833 in den Ruhestand.
Von 1823 bis 1824 gehörte er der Zweiten Kammer der Landstände an. Er wurde für den Wahlbezirk Starkenburg 10/Breuberg-Höchst gewählt.